# Dirka po Baskiji
Dirka po Baskiji (uradno Itzulia Basque Country, špansko Vuelta al País Vasco, baskovsko Euskal Herriko Itzulia) je vsakoletna šestdnevna etapna velika enotedenska dirka, ki v prvi polovici aprila poteka v španski avtonomni pokrajini Baskiji. Spada pod UCI World Tour in poteka s presledki od leta 1924. Baskija je gorata regija, zato je malo ravninskih etap in dirka privlači predvsem specialiste za vzpone. Za dirko so značilne krajše etape, ki redko presežejo 200 km, s stopničastimi vzponi. Ti niso posebej dolgi ali visoki glede na ostale dirke, znani pa so kot eni najstrmejših na cestnih dirkah, tudi preko 20% naklona. Najuspešnejša kolesarja dirke sta José Antonio González in Alberto Contador s po štiri zmagami, leta 2018 je prvo slovensko zmago dosegel Primož Roglič, zmagal je tudi leta 2021.

## Zmagovalci
| Leto    | Zmagovalec                                          | Drugouvrščeni                                       | Tretjeuvrščeni                                      |
| ------- | --------------------------------------------------- | --------------------------------------------------- | --------------------------------------------------- |
| 1924    | Francis Pélissier                                   | Henri Pélissier                                     | Charles Lacquehay                                   |
| 1925    | Auguste Verdyck                                     | Joseph Pé                                           | Marcel Bidot                                        |
| 1926    | Nicolas Frantz                                      | Ottavio Bottecchia                                  | Victor Fontan                                       |
| 1927    | Victor Fontan                                       | André Leducq                                        | Lucien Buysse                                       |
| 1928    | Maurice Dewaele                                     | André Leducq                                        | Mariano Cañardo                                     |
| 1929    | Maurice Dewaele                                     | Marcel Bidot                                        | Nicolas Frantz                                      |
| 1930    | Mariano Cañardo                                     | Antonin Magne                                       | Jean Aerts                                          |
| 1931-34 | brez dirke                                          | brez dirke                                          | brez dirke                                          |
| 1935    | Gino Bartali                                        | Dante Gianello                                      | Julián Berrendero                                   |
| 1936-69 | brez dirke                                          | brez dirke                                          | brez dirke                                          |
| 1969    | Jacques Anquetil                                    | Francisco Gabica                                    | Mariano Díaz                                        |
| 1970    | Luis Pedro Santamarina                              | Jesús Aranzabal                                     | Andrés Gandarias                                    |
| 1971    | Luis Ocaña                                          | Raymond Poulidor                                    | Miguel María Lasa                                   |
| 1972    | José Antonio González                               | Jesús Manzaneque                                    | Jesús Esperanza                                     |
| 1973    | Luis Ocaña                                          | José Antonio González                               | Domingo Perurena                                    |
| 1974    | Miguel María Lasa                                   | Jesus Manzaneque                                    | Luis Ocaña                                          |
| 1975    | José Antonio González                               | Jesús Manzaneque                                    | Agustín Tamames                                     |
| 1976    | Gianbattista Baronchelli                            | Javier Elorriaga                                    | Joaquim Agostinho                                   |
| 1977    | José Antonio González                               | Paul Wellens                                        | Jean-Pierre Baert                                   |
| 1978    | José Antonio González                               | Enrique Cima                                        | José Nazabal                                        |
| 1979    | Giovanni Battaglin                                  | Vicente Belda                                       | Miguel María Lasa                                   |
| 1980    | Alberto Fernández                                   | Miguel María Lasa                                   | Marino Lejarreta                                    |
| 1981    | Silvano Contini                                     | Mario Beccia                                        | Marino Lejarreta                                    |
| 1982    | José Luis Laguía                                    | Julián Gorospe                                      | Francesco Moser                                     |
| 1983    | Julián Gorospe                                      | Roberto Visentini                                   | Marino Lejarreta                                    |
| 1984    | Sean Kelly                                          | Faustino Rupérez                                    | Marino Lejarreta                                    |
| 1985    | Pello Ruiz Cabestany                                | Greg LeMond                                         | Marino Lejarreta                                    |
| 1986    | Sean Kelly                                          | Maurizio Rossi                                      | Federico Echave                                     |
| 1987    | Sean Kelly                                          | Rolf Gölz                                           | Julián Gorospe                                      |
| 1988    | Erik Breukink                                       | Luc Suykerbuyk                                      | Julián Gorospe                                      |
| 1989    | Stephen Roche                                       | Federico Echave                                     | Jesús Blanco Villar                                 |
| 1990    | Julián Gorospe                                      | Rolf Gölz                                           | Miguel Indurain                                     |
| 1991    | Claudio Chiappucci                                  | Johan Bruyneel                                      | Pëtr Ugrumov                                        |
| 1992    | Tony Rominger                                       | Raúl Alcalá                                         | Mikel Zarrabeitia                                   |
| 1993    | Tony Rominger                                       | Rolf Sørensen                                       | Alex Zülle                                          |
| 1994    | Tony Rominger                                       | Jevgenij Berzin                                     | Claudio Chiappucci                                  |
| 1995    | Alex Zülle                                          | Laurent Jalabert                                    | Tony Rominger                                       |
| 1996    | Francesco Casagrande                                | Pascal Hervé                                        | Abraham Olano                                       |
| 1997    | Alex Zülle                                          | Laurent Jalabert                                    | Marco Pantani                                       |
| 1998    | Íñigo Cuesta                                        | Laurent Jalabert                                    | Alex Zülle                                          |
| 1999    | Laurent Jalabert                                    | Wladimir Belli                                      | Davide Rebellin                                     |
| 2000    | Andreas Klöden                                      | Danilo Di Luca                                      | Laurent Jalabert                                    |
| 2001    | Raimondas Rumšas                                    | José Alberto Martínez                               | Marcos Serrano                                      |
| 2002    | Aitor Osa                                           | David Etxebarria                                    | Gonzalo Bayarri                                     |
| 2003    | Iban Mayo                                           | Tyler Hamilton                                      | Samuel Sánchez                                      |
| 2004    | Denis Menčov                                        | Iban Mayo                                           | David Etxebarria                                    |
| 2005    | Danilo Di Luca                                      | Davide Rebellin                                     | Alberto Contador                                    |
| 2006    | José Ángel Gómez Marchante                          | Alejandro Valverde                                  | Antonio Colom                                       |
| 2007    | Juan José Cobo                                      | Ángel Vicioso                                       | Samuel Sánchez                                      |
| 2008    | Alberto Contador                                    | Cadel Evans                                         | Thomas Dekker Damiano Cunego                        |
| 2009    | Alberto Contador                                    | Antonio Colom                                       | Samuel Sánchez                                      |
| 2010    | Chris Horner                                        | Beñat Intxausti                                     | Joaquim Rodríguez                                   |
| 2011    | Andreas Klöden                                      | Chris Horner                                        | Robert Gesink                                       |
| 2012    | Samuel Sánchez                                      | Joaquim Rodríguez                                   | Bauke Mollema                                       |
| 2013    | Nairo Quintana                                      | Richie Porte                                        | Sergio Henao                                        |
| 2014    | Alberto Contador                                    | Michał Kwiatkowski                                  | Jean-Christophe Péraud                              |
| 2015    | Joaquim Rodríguez                                   | Sergio Henao                                        | Ion Izagirre                                        |
| 2016    | Alberto Contador                                    | Sergio Henao                                        | Nairo Quintana                                      |
| 2017    | Alejandro Valverde                                  | Alberto Contador                                    | Ion Izagirre                                        |
| 2018    | Primož Roglič                                       | Mikel Landa                                         | Ion Izagirre                                        |
| 2019    | Ion Izagirre                                        | Daniel Martin                                       | Emanuel Buchmann                                    |
| 2020    | odpoved zaradi Pandemije koronavirusne bolezni 2019 | odpoved zaradi Pandemije koronavirusne bolezni 2019 | odpoved zaradi Pandemije koronavirusne bolezni 2019 |
| 2021    | Primož Roglič                                       | Jonas Vingegaard                                    | Tadej Pogačar                                       |
| 2022    | Daniel Martínez                                     | Ion Izagirre                                        | Aleksander Vlasov                                   |
| 2023    | Jonas Vingegaard                                    | Mikel Landa                                         | Ion Izagirre                                        |
| 2024    | Juan Ayuso                                          | Carlos Rodríguez                                    | Mattias Skjelmose                                   |
| 2025    | Joao Almeida                                        | Enric Mas                                           | Ben Healy                                           |